# دانيال ليو
دانيال ليو (مواليد 1 مايو 1981) هو سبّاح سنغافوري، مثّل بلاده في الألعاب الأولمبية الصيفية 2000.

## روابط خارجية
دانيال ليو على موقع الاتحاد الدولي للسباحة (الإنجليزية)
- دانيال ليو على موقع اللجنة الأولمبية الدولية (الإنجليزية)
- دانيال ليو على موقع أوليمبيديا (الإنجليزية)
- دانيال ليو على موقع اللجنة الأولمبية السنغافورية (الإنجليزية)
- دانيال ليو على موقع اتحاد ألعاب الكومنولث (مؤرشف) (الإنجليزية)